# Las Canteras (Tegueste)
Las Canteras es una entidad de población perteneciente al municipio de Tegueste, en la isla de Tenerife —Canarias, España—.

## Toponimia
El nombre de la entidad proviene de las numerosas canteras de extracción de toba volcánica —tosca— que existían en el lugar.

## Características
Se halla situada en la cabecera del valle de Tegueste, limitando con el municipio de San Cristóbal de La Laguna. Se localiza a cuatro kilómetros del centro municipal y a una altitud media de 670 m s. n. m.
Está formado por los núcleos de Las Canteras, Blas Núñez y La Gorgolana.
Posee un parque público y el Centro Infantil Santa Fe, así como diversos comercios.
Gran parte de la entidad se encuentra incluida en el espacio natural protegido del Parque Rural de Anaga.

## Demografía
| Año        | 2000 | 2001 | 2002 | 2003 | 2004 | 2005 | 2006 | 2007 | 2008 | 2009 | 2010 | 2011 | 2012 | 2013 |
| ---------- | ---- | ---- | ---- | ---- | ---- | ---- | ---- | ---- | ---- | ---- | ---- | ---- | ---- | ---- |
| Habitantes | 397  | 408  | 452  | 436  | 442  | 450  | 457  | 445  | 430  | 415  | 410  | 414  | 420  | 429  |

## Comunicaciones
Se llega al barrio a través de la Carretera General a Punta Hidalgo TF-13.

### Transporte público
En autobús —guagua— queda conectado mediante las siguientes líneas de TITSA: 
| Línea | Trayecto                                            | Recorrido     |
| ----- | --------------------------------------------------- | ------------- |
| 050   | La Laguna - Tegueste - Bajamar - Punta del Hidalgo  | Horario/Línea |
| 051   | Circular La Laguna - Tejina - Tacoronte - La Laguna | Horario/Línea |
| 057   | Circular La Laguna - Tejina - Tacoronte - La Laguna | Horario/Línea |